# Moirey
Moirey is een plaats in het Franse departement Meuse in de gemeente Moirey-Flabas-Crépion. De plaats ligt op de rand van de bossen van Verdun en het bois de Caures, berucht vanwege de gevechten die hier tijdens de Eerste Wereldoorlog plaatsvonden.

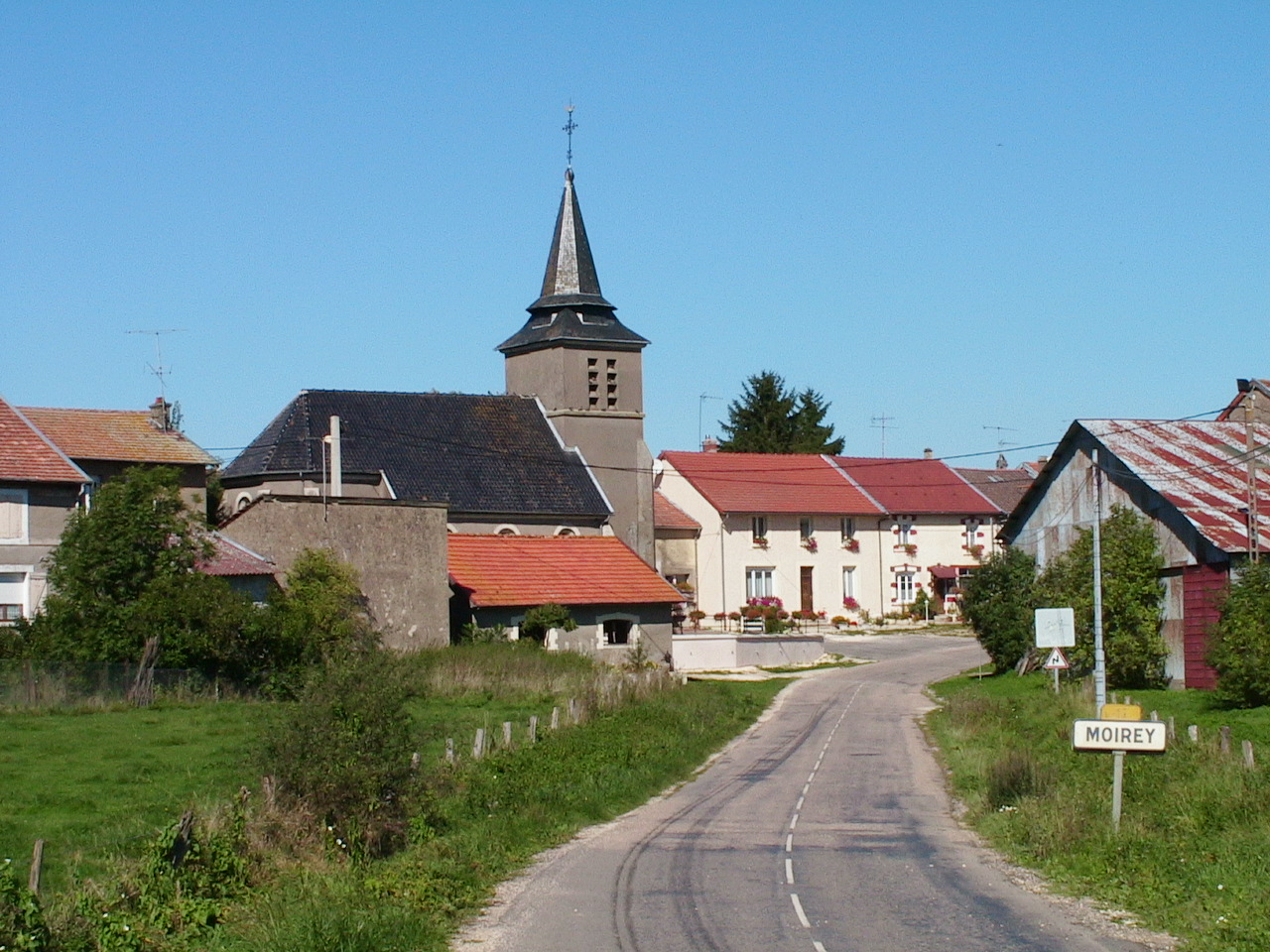

## Geschiedenis
Moirey lag tijdens de Eerste Wereldoorlog vanaf 1914 een paar kilometer achter het Duitse front. De Duitsers zetten in het dorp een noodhospitaal neer om de gewonden van het front heen te brengen en te voorzien van de eerste zorg.
Op 1 januari 1973 fuseerde de gemeente met Crépion en Flabas in een fusion-association tot één gemeente. Dit hield in dat Moirey als commune associée nog enige mate van zelfstandigheid behield. Op 1 februari 1983 kwam aan deze situatie een einde en werd Moirey-Flabas-Crépion een gewone gemeente zonder deelgemeenten. Deze gemeente maakte deel uit van het kanton Damvillers tot dit op 22 maart 2015 werd opgeheven en Moirey-Flabas-Crépion, net als de overige gemeenten, werd opgenomen in het aangrenzende kanton Montmédy.
Crépion · Flabas · Moirey